# Peter Larsson
Peter Nils-Gösta Larsson (Torsby, 8 de março de 1961) é um ex-futebolista sueco que atuava como zagueiro.

## Carreira
Larsson competiu na Copa do Mundo FIFA de 1990, sediada na Itália, na qual a seleção de seu país terminou na vigésima primeira colocação dentre os 24 participantes. Entre 1983 e 1992, jogou 47 partidas e marcou 4 gols.
Em clubes, fez sucesso jogando por IF Hallby, IFK Gotemburgo, Ajax e AIK, encerrando a carreira em 1998, no Falu BS.